# 序詞
序詞（じょことば、じょし）とは、主として和歌に見られる修辞法で、特定の語の前に置いて、比喩や掛詞、同音語などの関係に係る言葉のことである。

## 概要
比喩・懸詞・同音語などを用いて、主な主想の一部にかかり、主想を誘導する役割があるとされる。同じような和歌の修辞法に枕詞がある。両者の差異は、枕詞は五音ないし七音であるのに対して、序詞は2句から3句以上の長さであること、枕詞の用法は決まっているが、序詞は創作性に富んでいることである。中国の少数民族の歌謡（ゼンジュ）にも序詞と似た発想が見られ、序詞はかつての東アジアの歌謡の技法を母体とする可能性が高い。
序詞は、古典和歌の全時代を通じて用いられ、『万葉集』の時点ですでに発展していた。『古今和歌集』以後も盛んに用いられたが、『万葉集』に比べて精彩を欠くと言われる。
序詞には二種類の型が見られ、有心の序（うしんのじょ）と無心の序（むしんのじょ）がある。有心の序は意味でつながるもので、無心の序は発音でつながるものである。

## 序詞の例

### 有心の序
- 秋づけば尾花が上に置く露の  消ぬべくも吾は思ほゆるかも＜露が消えるように私も消える＞

### 無心の序
- 風吹けば沖つ白波  たつた山夜半にや君がひとり越ゆらむ＜白波が「立つ」と「龍田山」の掛詞＞